# Aconaemys porteri
El tunduco de Porter o rata de los pinares (Aconaemys porteri) es una especie de roedor de la familia Octodontidae.

## Distribución geográfica
Se encuentra en Argentina y Chile entre 900 y 2.000 metros, de altitud.